# Sparsbach
Sparsbach ist eine französische Gemeinde mit 238 Einwohnern (1. Januar 2021) im Département Bas-Rhin in der Region Grand Est (bis 2015 Elsass). Sie gehört zum Arrondissement Saverne und zum Kanton Ingwiller.

## Geografie
Die Gemeinde Sparsbach liegt im Gebiet der in Frankreich so genannten Nordvogesen und ist Teil des Biosphärenreservats Pfälzerwald-Vosges du Nord. Durch die Gemeinde fließt der Meisenbach, der im nahen Ingwiller in die Moder mündet.
Nachbargemeinden von Sparsbach sind Wimmenau im Norden, Weinbourg und Ingwiller im Osten, Weiterswiller im Süden, La Petite-Pierre im Südwesten und Erckartswiller im Westen.

## Geschichte

### Mittelalter
Das Dorf Sparsbach gehörte als Allod zunächst zum Amt Buchsweiler der Herrschaft Lichtenberg, als dieses sich im 13. Jahrhundert bildete. Aufgrund des großen Gebietszuwachses der Herrschaft in der ersten Hälfte des 14. Jahrhunderts wurde das Amt Buchsweiler um 1330 geteilt und das Amt Ingweiler ausgegliedert. Sparsbach wurde als Teil der Büttelei Ingweiler dem Amt Ingweiler zugeschlagen. Anlass für die neue Organisation können die beiden Landesteilungen gewesen sein, die im Haus Lichtenberg um 1330 und im Jahr 1335 stattfanden. 1335 wurde eine Landesteilung zwischen der mittleren und der jüngeren Linie des Hauses Lichtenberg durchgeführt. Sparsbach fiel dabei an die Nachkommen des früh verstorbenen Johann III. von Lichtenberg, die die mittlere Linie des Hauses begründeten.
1480 verstarb mit Graf Jakob das letzte männliche Mitglied der Familie derer von Lichtenberg, sein Erbe und die Herrschaft wurde geteilt. Das Amt Ingweiler gehörte zu dem Teil des Erbes, der an die Grafschaft Zweibrücken-Bitsch fiel. Diese rechneten es ihrer Herrschaft Oberbronn zu.

### Neuzeit
Von Zweibrücken-Bitsch gelangte die Herrschaft Oberbonn – und mit ihr Sparsbach – 1551 als Mitgift anlässlich der Heirat der Amelie von Zweibrücken-Bitsch mit Philipp I. von Leiningen-Westerburg an diese Familie. Spätestens zu diesem Zeitpunkt schied Sparsbach aus dem Einflussbereich der Grafschaft Hanau-Lichtenberg endgültig aus.
In Nachfolge der Leininger wurden die Landgrafen von Hessen-Homburg und zu einem geringeren Teil die schwedische Adelsfamilie der Freiherren von Sinclair im 17. Jahrhundert Herren der Herrschaft Oberbronn. Durch die Reunionspolitik Frankreichs fielen in der zweiten Hälfte des 17. Jahrhunderts auch die Herrschaft Oberbronn und das Dorf Sparsbach unter französische Oberhoheit. Der hessen-homburgische Teil ging in der Mitte des 18. Jahrhunderts an die Familie Hohenlohe-Waldenburg-Bartenstein über, der Sinclair’sche Anteil an die ebenfalls schwedisch stämmige Familie derer von Lewenhaupt. Hohenlohe musste die Herrschaft 1793 an Frankreich abtreten und wurde dafür später mit Gebieten des säkularisierten Bistums Würzburg abgefunden. In den Verwaltungsreformen in Folge der Französischen Revolution wurde die Herrschaft Oberbronn aufgelöst. Sparsbach war nun französisch.
Von 1871 bis zum Ende des Ersten Weltkrieges gehörte Sparsbach als Teil des Reichslandes Elsaß-Lothringen zum Deutschen Reich und war dem Kreis Zabern im Bezirk Unterelsaß zugeordnet.

### Bevölkerungsentwicklung
| Jahr      | 1910 | 1962 | 1968 | 1975 | 1982 | 1990 | 1999 | 2006 | 2012 | 2014 |
| Einwohner | 287  | 153  | 156  | 164  | 157  | 152  | 191  | 251  | 261  | 252  |

## Wirtschaft
Forstwirtschaft und Fischzucht sind die ansässigen Wirtschaftszweige in Sparsbach. Touristisch wird mit den gastronomischen Spezialitäten Forellen und Flammkuchen geworben.